# Ориндж-Уолк (округ)
О́риндж-Уо́лк (англ. Orange Walk District) — один из 6 округов Белиза. Расположен в северо-западной части страны. Граничит с Мексикой (на северо-западе), Гватемалой (на юго-западе), а также с округами Кайо (на юге), Белиз (на востоке) и Коросаль (на северо-востоке).
Площадь составляет 4636 км². Население на 2010 год — 45 419 человек. Административный центр — город Ориндж-Уолк, расположена в 90 км к северо-западу от города Белиз.